# Echinorhynchus scorpaenae
Echinorhynchus scorpaenae är en hakmaskart som beskrevs av Rudolphi 1819. Echinorhynchus scorpaenae ingår i släktet Echinorhynchus och familjen Echinorhynchidae. Inga underarter finns listade i Catalogue of Life.